# Graulaubenvogel
Der Graulaubenvogel (Chlamydera nuchalis) ist eine Art aus der Familie der Laubenvögel (Ptilonorhynchidae) und ist ein Vertreter der Avifauna Australiens. Im Vergleich zu dem nur auf Neuguinea vorkommenden Dreigang-Laubenvogel ist diese Art auf Grund der australischen Verbreitung vergleichsweise gut erforscht.
Der Graulaubenvogel ist mit einer Körperlänge von bis zu 35 Zentimeter der größte australische Vertreter in der Familie der Laubenvögel und zählt zu den Arten dieser Familie, zu dessen Balzverhalten der Bau einer Laube durch das Männchen gehört. Anders als bei vielen Laubenvögel besteht kein Geschlechtsdimorphismus.
Graulaubenvögel sind sehr langlebig und brauchen mehrere Jahre, bis sie ihre Geschlechtsreife erreicht haben. Auf Grund der Intelligenzleistung, die sie beim Bau ihrer Lauben zeigen, werden sie zu den intelligentesten unter den Vögeln gezählt. Die Bestandssituation des Graulaubenvogels wird der IUCN als ungefährdet (least concern) eingestuft. Es werden zwei Unterarten unterschieden.

## Merkmale

### Körpermaße
Graulaubenvögel erreichen eine Körperlänge von bis zu 35 Zentimeter, wovon 12,7 bis 16,5 Zentimeter auf den Schwanz entfallen.  Die Schnabellänge beträgt 3,2 bis 4,15 Zentimeter. Die Männchen erreichen ein Gewicht zwischen 180 und 265 Gramm, Weibchen bleiben mit 152 bis 215 Gramm etwas leichter.

### Erscheinungsbild der Männchen

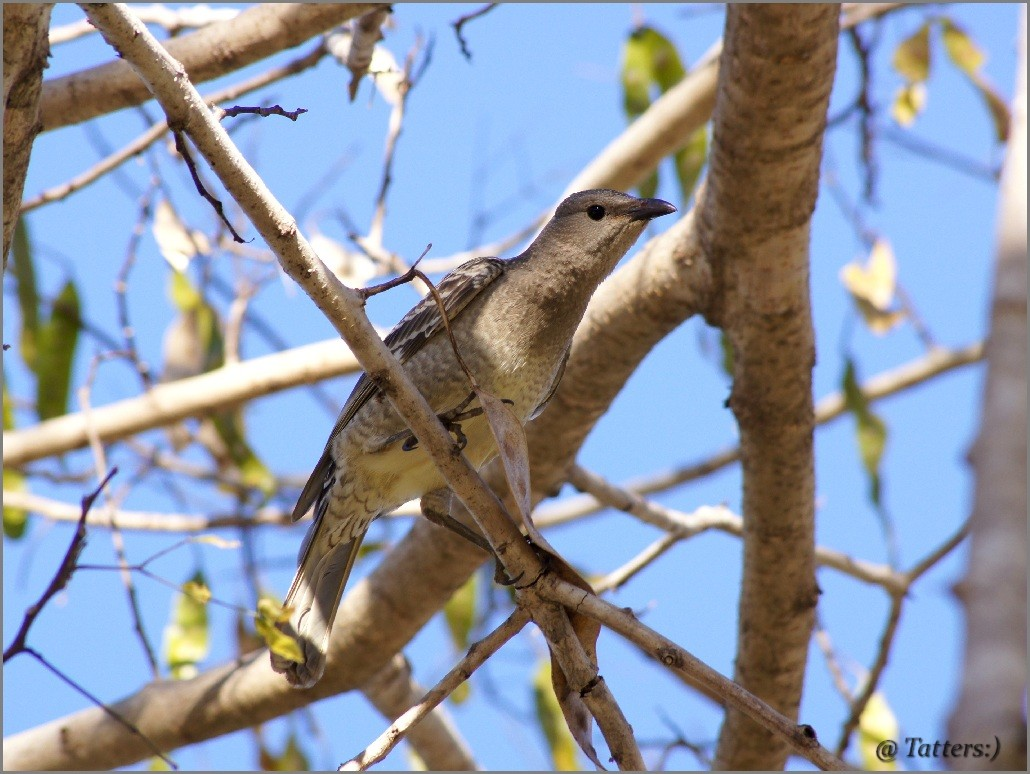
Graulaubenvogel, an den Flanken und der Unterschwanzdecke ist die Querbänderung des Gefieders erkennbar

Das Gefieder des Graulaubenvogels ist hell graubraun. Lediglich Kinn, Kehle, Vorderbrust und die Körperoberseite sind etwas dunkler und grauer. Der Scheitel ist grau, beim Männchen haben einzelne Feder am hinteren Scheitel und den Nackenseiten haben silbrig weiße Federspitzen, so dass der Kopf leicht gepunktet wirkt. Beim Männchen sind außerdem die Nackenfedern etwas verlängert und von blauvioletter bis mauver Farbe.
Die Federn der großen Flügeldecken sind dunkelbraun und haben blasse Federspitzen. Die Arm- und Handschwingen sind  aufgehellt, so dass sie von fast schmutzig-weißer Farbe sind. Die Unterschwanzdecken sind blass graubraun und jede Feder weist drei bis fünf dunklere Querbänder auf. Die Iris ist dunkelbraun, der Schnabel ist dunkelbraun bis schwarz.

### Erscheinungsbild der Weibchen und Jungvögel
Das Weibchen ähnelt dem Männchen, bei ihnen fehlt der Nackenfleck aber entweder vollständig oder er ist geringer ausgebildet.
Jungvögel sind an Kehle und Brust etwas dunkler gefiedert als die adulten Vögeln. Bei den jungen Männchen ist die Brust außerdem auffallend quergebändert. Im Rückengefieder haben die Jungvögel außerdem noch einzelne blassbraune Federn.

### Stimme

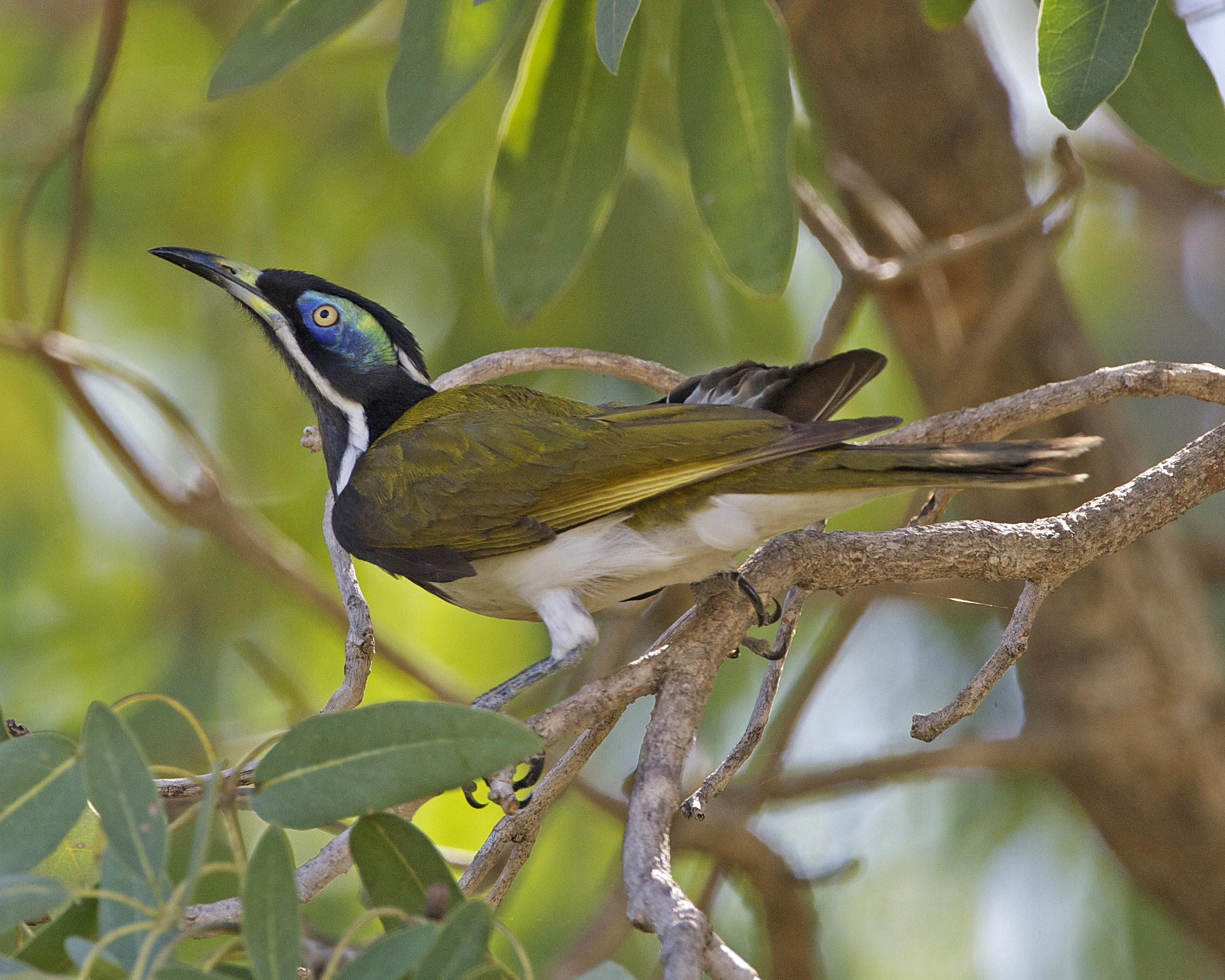
Graulaubenvogel ahmen unter anderem die Rufe des Blauohr-Honigfressers nach, der auf Fressfeinde mit Hassen reagiert

Zu den Rufen des Männchens in der Nähe der Laube gehören Klick- und Zischlaute sowie katzenartiges Miauen. Wie zahlreiche andere Laubenvögel ist der Graulaubenvogel ein ausgezeichneter Spötter. Er ahmt unter anderem Hundeleine, Maschinengeräusche, menschliche Stimme und ähnliche Umgebungslaute nach.
Brütende Weibchen als auch Männchen in der Nähe ihrer Laube ahmen die Rufe von Fressfeinden nach. Belegt ist unter anderem die Nachahmung der Rufe von Keilschwanzmilan (Haliastur sphenurus), Papuaweih (Aviceda subcristata) und Schwarzmilan. Ein Weibchen mit zwei frisch geschlüpften Jungen flog auf, suchte Deckung im Gebüsch und imitierte die Rufe des Jägerliest und des Blauohr-Honigfressers, der dafür bekannt ist, dass er auf Fressfeinde mit Hassen reagiert, als sich jemand dem Nest näherte. Es gibt auch andere Belege für den zielgerichteten Einsatz von imitierten Lauten: Ein Graulaubenvogel, der auf einem Ast oberhalb einer schlafenden Katze saß, beobachtete diese und imitierte Miauen solange, bis die Katze den Bereich verließ.
Graulaubenvögel greifen Laute ihrer Umgebung sehr schnell auf. Ein Männchen in der Nähe von Townsville ahmte die Rufe des Keilschwanzadlers nach, der in dieser Region eine Seltenheit ist. In diesem Fall hatte aber ein Paar Keilschwanzadler wiederholt den Bereich überflogen, in dem sich das Männchen befand.

## Verbreitungsgebiet und Lebensraum

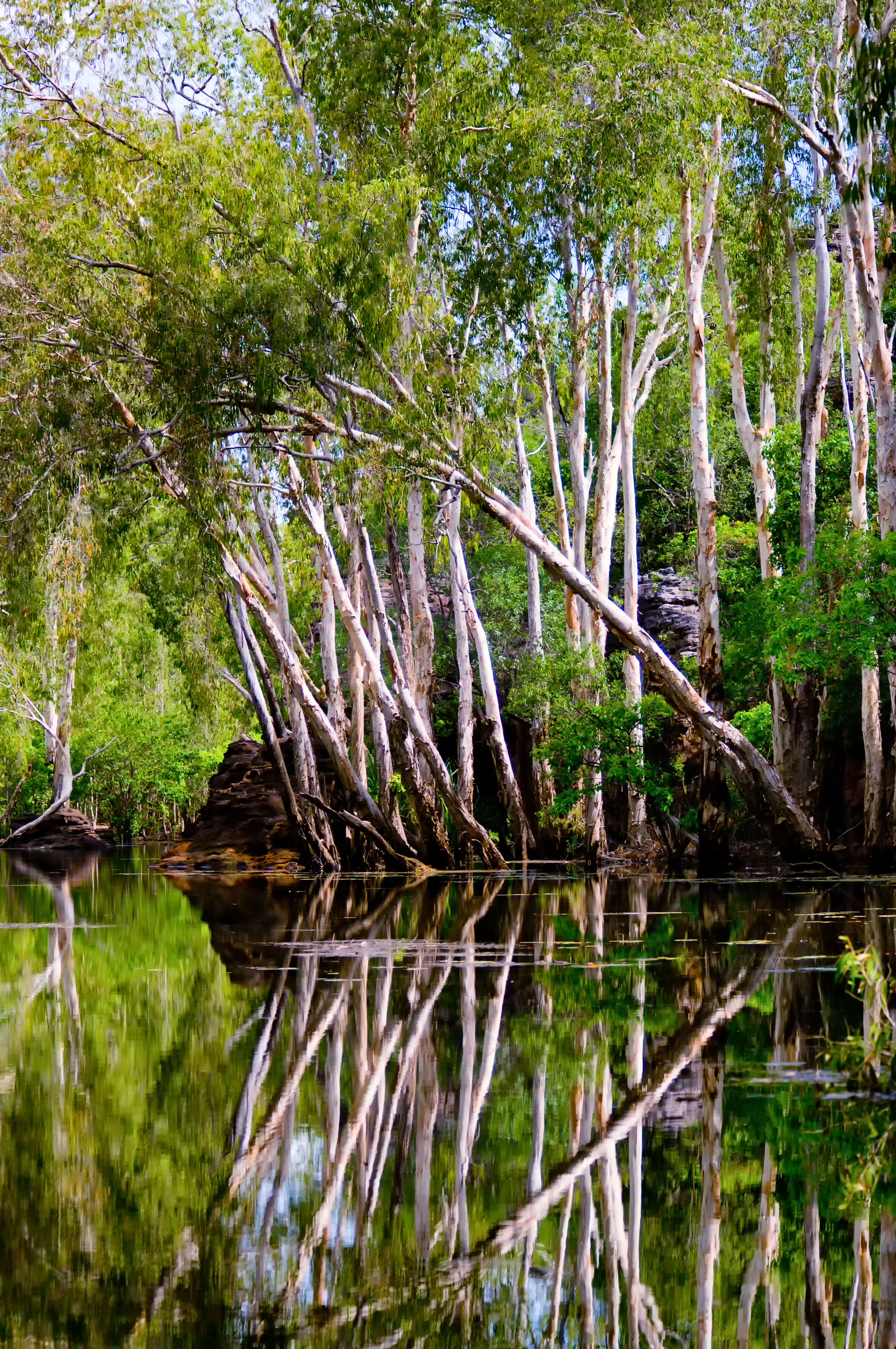
Myrtenheidenwald, East Alligator River, Northern Territory

Der Graulaubenvogel besiedelt den Norden des australischen Kontinents. Das Verbreitungsgebiet erstreckt sich in einem breiten Band von Kimberley über das Northern Territory bis in den Norden von Queensland, wo der Graulaubenvogel von der Kap-York-Halbinsel bis zur Stadt Mackay an der australischen Ostküste vorkommt. Er besiedelt damit den größten Teil des tropischen Australiens nördlich 20° südlicher Breite. Die Höhenverbreitung reicht von den Tiefebenen bis in Höhenlagen von 600 Metern. In einem kleinen Teil seines Verbreitungsgebietes im Bereich des Kap-York-Halbinsel überlappt sich der Graulaubenvogel mit dem Braunbauch-Laubenvogel. Gemeinsam mit dem Tropfenlaubenvogel ist der Graulaubenvogel die einzige Art der Laubenvögel die auch im Westen des australischen Kontinents vorkommen. Der Tropfenlaubenvogel besiedelt allerdings deutlich aridere Regionen als der Graulaubenvogel.
Es werden in dem Verbreitungsgebiet zwei Unterarten unterschieden:
- C. n. nuchalis (Jardine & Selby, 1830) – Vorkommen vom Nordwesten Australiens über das Northern Territory bis in den äußersten Nordwesten von Queensland. Die Nominatform des Graulaubenvogels besiedelt auch  zahlreiche der australischen Küste vorgelagerten Inseln, darunter Melville Island und Groote Eylandt.
- C. n. orientalis (Gould, 1879) – Im Vergleich zur Nominatform ist das Verbreitungsgebiet dieser Unterart klein. Sie kommt nur in Queensland vor und besiedelt einen großen Teil der Kap-York-Halbinsel, das Verbreitungsgebiet erstreckt sich in südlicher Richtung bis zur Stadt Mackay.[8] Weibchen dieser Unterart sind etwas stärker quergebändert und das Körperobergefieder ist bei beiden Geschlechtern etwas kontrastreicher.

Der Lebensraum des Graulaubenvogels sind das Randbereich tropischen Regenwaldes, Lianendickichte, Waldgebiete entlang von Flussläufen, offene Savanne sowie Eukalyptus- und Myrtenheidenwälder, Mangrovengebiete sowie Gärten. Generell ist der Graulaubenvogel nie weit von Gewässer entfernt zu finden, da die von ihm präferierten Nahrungspflanzen wasserabhängig sind. Der Graulaubenvogel badet zwar gerne, ist aber nicht auf Wasserstellen zur Deckung seines Flüssigkeitsbedarfes angewiesen. Selbst in Trockenzeiten sucht er anders als andere Singvögel keine Wasserstellen auf.

## Nahrung

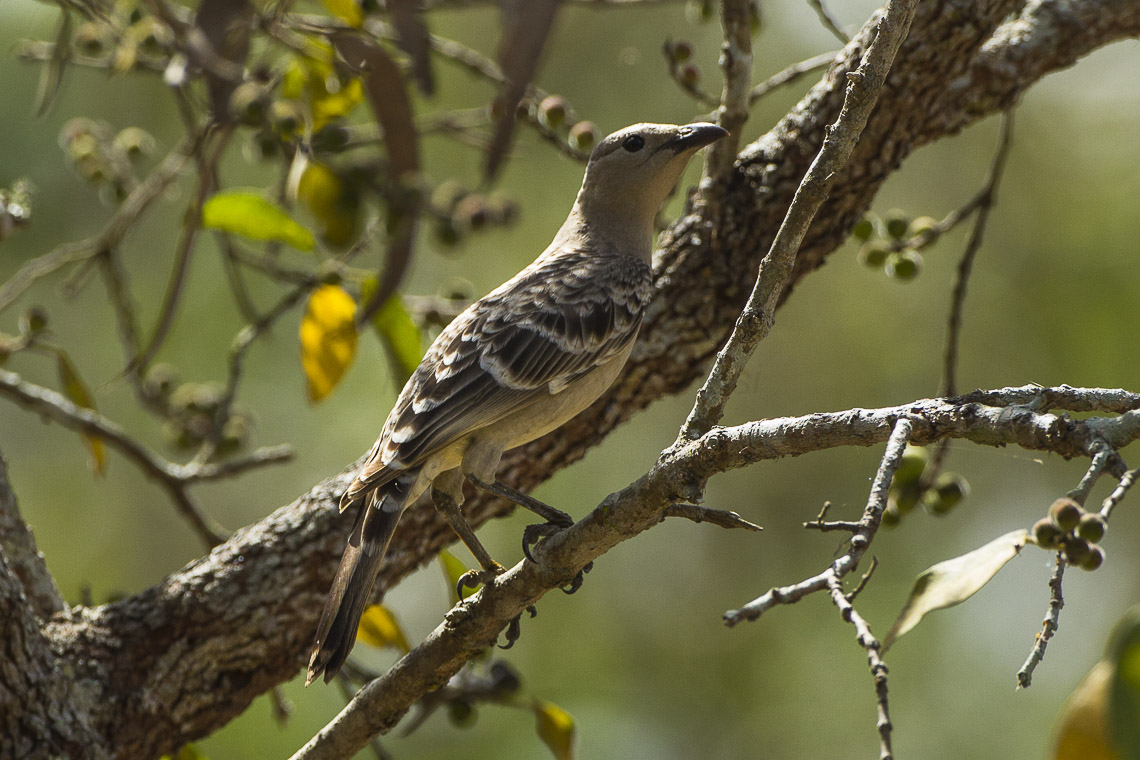
Graulaubenvogel, Queensland

Der Graulaubenvogel frisst überwiegend Früchte, dabei spielen die Früchte der Feigenarten Birkenfeige, Ficus platypoda und Ficus racemosa eine besondere Rolle. Er frisst außerdem die Früchte der natürlichen nur im tropischen Nordaustralien vorkommenden Palme Carpentaria acuminata. Er trinkt Nektar und zwar insbesondere von Grevillea pteridifolia, einer Art aus der Gattung der Grevilleen und er frisst Blüten, wobei er eine Vorliebe für rote oder violette Blüten hat. Daneben spielen heute in seiner Ernährung auch in Australien eingeführte Pflanzen. Er hat eine besondere Vorliebe für die Früchte des Niembaum und der Netzannone.
Tierisches Protein frisst er in Form von spinnen und Ameisen. Daneben frisst er auch Heuschrecken, Baumwanzen. Käfer, Raupen und Larven. In Townsville gab es in den 1970er Jahren Graulaubenvögel, die die Verschlüsse von Milchflaschen öffneten, um die oben abgesetzte Sahne zu trinken. Belegt sind auch ein gelegentliches Fressen von Hühnereiern.

## Fortpflanzung
Die Männchen des Graulaubenvogels sind polygyn, das heißt, sie paaren sich mit mehreren Weibchen. Das Weibchen baut alleine das Nest, bebrütet alleine das Gelegen und zieht allein die Jungvögel auf. Die Männchen werben um die Weibchen mit dem Bau von Lauben, die wie beim Seidenlaubenvogel, den Sericulus-Arten und den anderen Arten der Gattung Chlamydera zum Typus „Allee“ gehören. Wie bei anderen Laubenvogelarten wird diese Laube mit Dekorationsobjekten geschmückt und die Wände der Laube teilweise auch bemalt.

### Laube

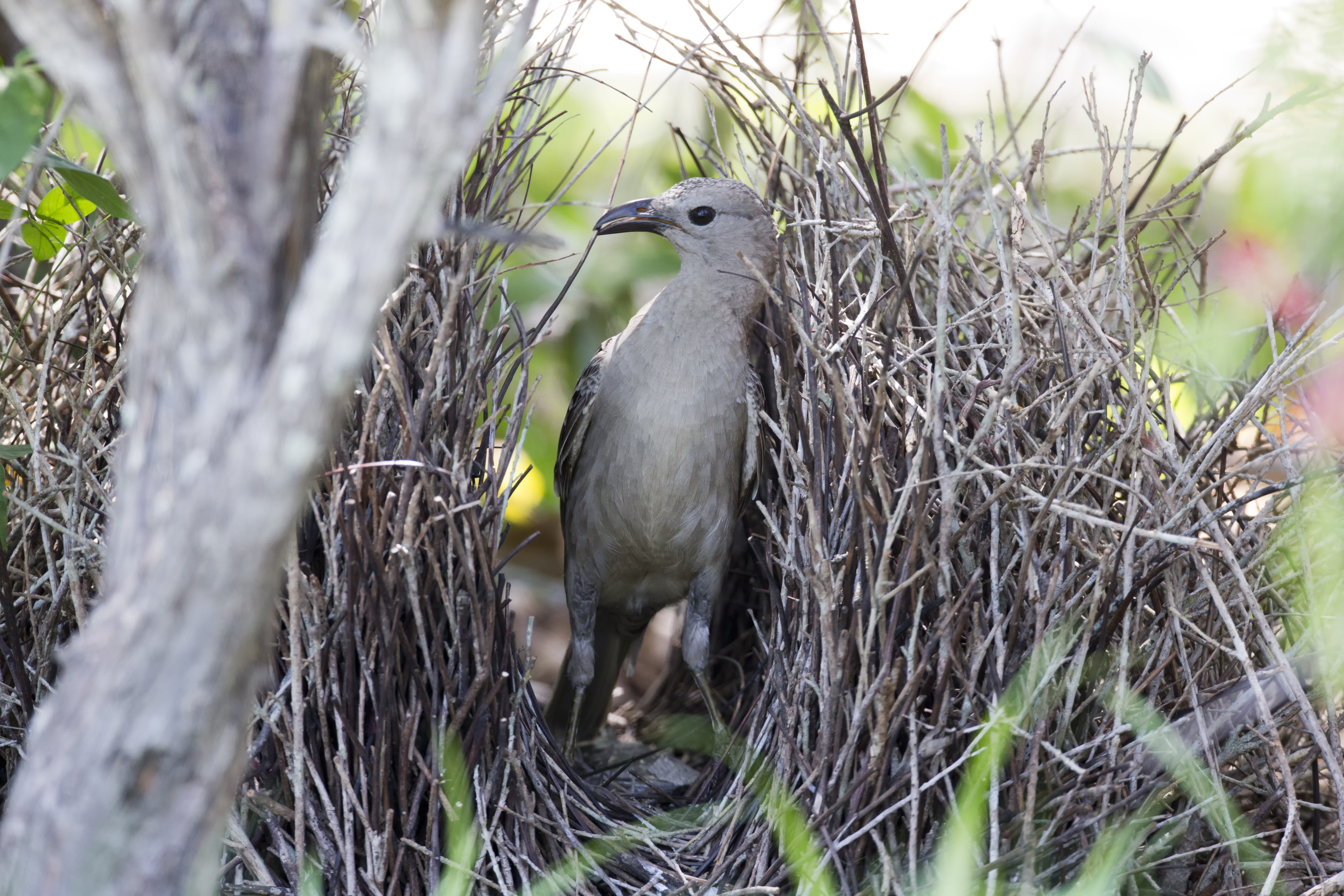
Der alleenbauende Graulaubenvogel in seiner Laube

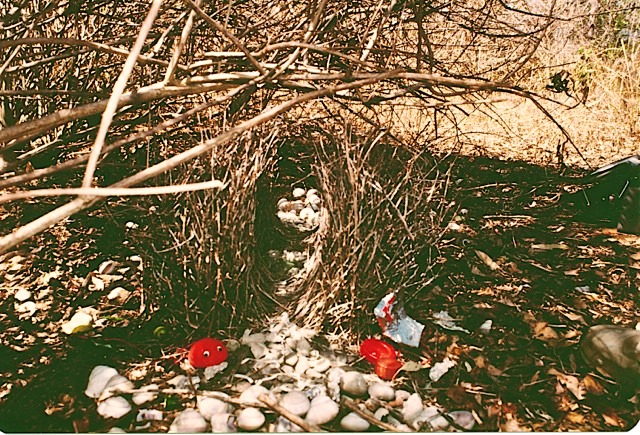
Geschmückte Laube des Graulaubenvogels

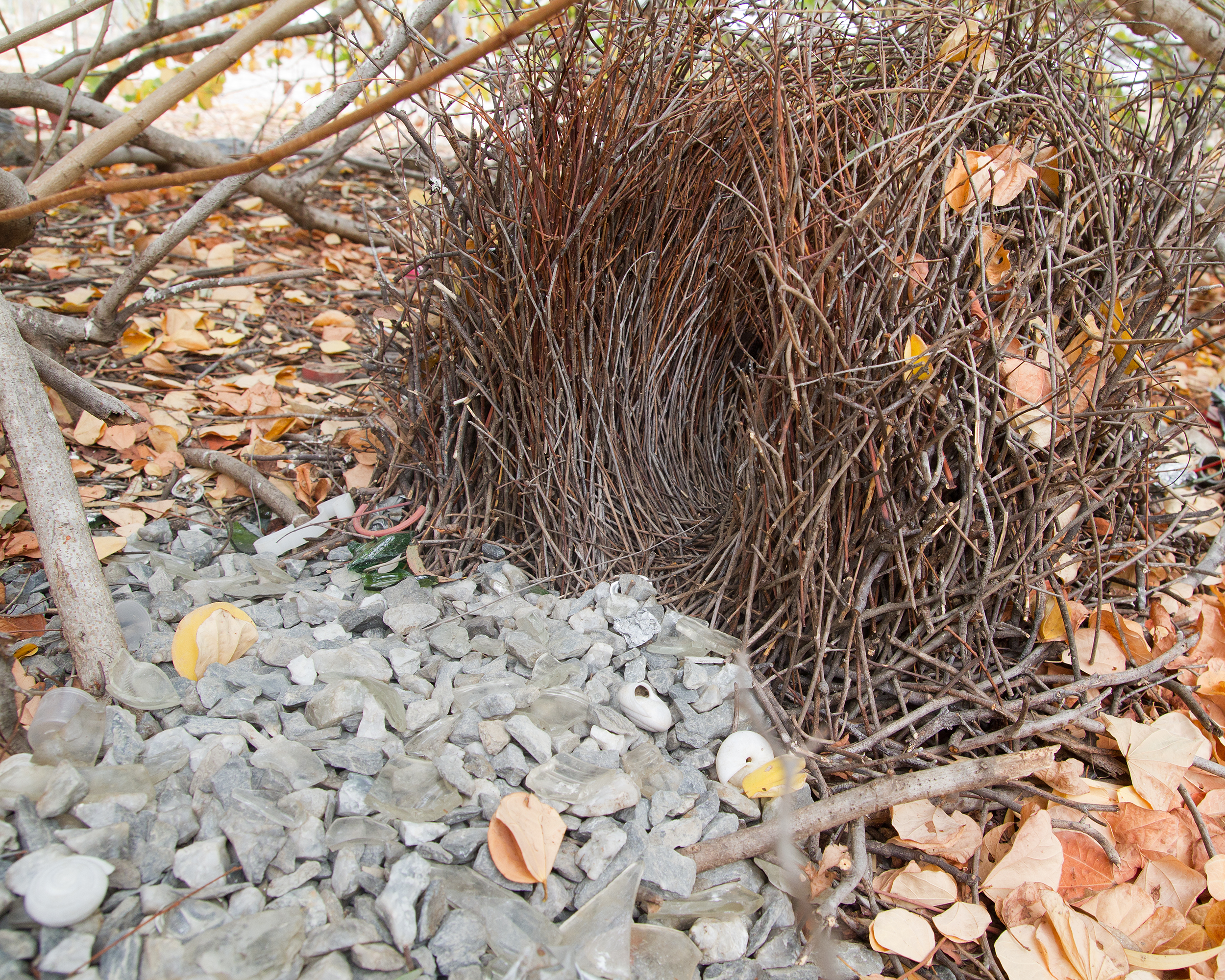
Laube eines Graulaubenvogels

Die Lauben der Graulaubenvögel haben grundsätzlich eine Nord-Süd-Ausrichtung. Entlang einer Plattform bestehend aus Ästchen wird von dem Vogel zwei Wände aus dünnen Ästchen errichtet. Zur Errichtung einer vollständigen Laube trägt das Männchen zwischen 4000 und 5000 Ästchen herbei. Ein beobachtetes Männchen trug pro Stunde durchschnittlich 90 Ästchen und 28 als Dekorationsobjekt genutzte Glasfragmente zur Laube. Nach Beobachtungen brauchen Männchen zu Beginn der Balzzeit etwa drei Wochen, um die Laube rudimentär fertigzustellen. Sie ergänzen ihre Laube danach während der gesamten Balzzeit.
Die Wände der Lauben sind so gebaut, dass sich die Ästchen nach innen neigen. Bei 54 Lauben, die man in der Umgebung von Townsville untersuchte, berührten sich bei 30 Prozent die Spitze der in den Wänden verbauten Ästchen der Wände über dem Gang. Bei knapp 10 Prozent hatte der mittlere Gang dadurch ein Dach. Bei weiteren 30 Prozent berührten sich nur etwa 10 Prozent der verbauten Äste in der Mitte.
Bei nicht vollständig gebaute oder schlecht gebaute Lauben stammen diese in der Regel von männlichen Jungvögeln, die den Laubenbau noch üben. In einem Fall hat man auch eine Laube des Graulaubenvogels gefunden, die von dem Grundprinzip abwich und in ihrer Form an die komplexen Lauben des Dreigang-Laubenvogels erinnerte, da der Mittelgang kurz und am Ende des Mittelgangs zwei weitere Wände errichtet waren. Wären die beiden Wände miteinander verbunden gewesen, hätten sie den Laubenmittelgang halbkreisförmig eingerahmt. Diese Laube stellt bislang die stärkste Abweichung von der jeweiligen artspezifischen Bauweise dar, die man bislang bei Laubenvögel gefunden hat.

### Schmücken der Laube
Graulaubenvögel zählen zu den Laubenvögel, die ihre Lauben sehr aufwändig dekorieren. Zu den verwendeten Dekorationsobjekten zählen Schneckenhäuschen, kleine Knochen von Säugetieren, einige wenige grüne Früchte und/oder Blätter und einige rote Schmuckobjekte. Sie werden in der Regel auf den Balzplatz vor dem Mittelgang gelegt. In Einzelfällen waren vor dem Eingang zur Laube bis zu 900 Schneckenhäuschen angehäuft. Das verbaute Schmuckmaterial bei 28 in der Nähe von Darwin untersuchten Lauben wog zwischen 6,2 und 12,1 Kilogramm. Die einzelnen Objekte hatten jeweils ein Gewicht zwischen 02 und 40 Gramm.
Zum Schmücken werden auch vom Menschen hergestellte Objekte verwendet. Bei neun der in Townsville untersuchten Lauben hatten die Männchen in die Ästchen der Wände weiße Plastikringe gehängt, die von Plastikflaschen stammten. Bei einer Laube in der Nähe des Universitätscampus von Townsville fand man Papierklammern und Stifte sowie anderes Büromaterial. In der Nähe von Militärgelände waren in Lauben auch Munitionshülsen verbaut.
Rote Schmuckobjekte finden sich nicht bei allen Lauben, sie wurden aber bei der Untersuchung in Townsville bei den besonders sorgfältig gebauten Lauben gefunden. Es wurden immer nur sehr wenige rote Schmuckobjekte verbaut und diese befanden sich niemals im Mittelgang oder vor dem südlichen Ende.

### Nest, Gelege und Aufzucht der Jungvögel
Nestern mit Eier oder Jungvögeln wurden in allen Kalendermonaten außer April und Juni gefunden. Die Weibchen bauen die Nester in Bäumen, Bauhinien sind besonders präferierte Nistbäume. Nester wurden aber auch in Caesalpinien, Eucalyptus alba und den für Australien exotischen Apfel- und Birnbäumen gefunden. Weibchen nutzen Nistplätze wiederholt, bauen dann aber ein neues Nest. Das Gelege besteht aus ein bis zwei Eiern. Die Brutzeit beträgt durchschnittlich 21 Tage.

## Graulaubenvogel und Menschen
Der Fundort des Typusexemplars, anhand der der Graulaubenvogel erstmals wissenschaftlich beschrieben wurde, ist unbekannt. Vermutet wird, dass es aus der Region um Port Darwin im Northern Territory stammte. Das Artepitheton nuchalis leitet sich von dem lateinischen Begriff für Nacken ab und spielt auf den violetten Nackenfleck der Art an. Die Unterart C. n. Orientalist wurde in der Nähe von Bowen gesammelt.

## Hybride
Dort, wo sich das Verbreitungsgebiet einzelner Arten der Laubenvögel überlappt, kommt es gelegentlich zu natürlichen Hybriden. So überlappt sich das Verbreitungsgebiet des Fleckenlaubenvogels zu einem kleinen Teil entlang des Cape Rivers mit dem Graulaubenvogel. Es sind verschiedentlich natürliche Hybriden zwischen den beiden Arten beobachtet worden.

## Einzelbelege
1. 1 2 3 4  Handbook of the Birds of the World zum Graulaubenvogel, aufgerufen am 8. April 2017
2. ↑  Rowland: Bowerbirds. S. 91.
3. 1 2 3 4 5  Frith: The Bowerbirds - Ptilonorhynchidae. S. 427.
4. ↑  Frith: The Bowerbirds - Ptilonorhynchidae. S. 425.
5. ↑  Frith: The Bowerbirds - Ptilonorhynchidae. S. 423.
6. 1 2  Frith: The Bowerbirds - Ptilonorhynchidae. S. 424.
7. 1 2 3  Rowland: Bowerbirds. S. 94.
8. 1 2  Rowland: Bowerbirds. S. 93.
9. 1 2  Frith: The Bowerbirds - Ptilonorhynchidae. S. 426.
10. 1 2  Frith: The Bowerbirds - Ptilonorhynchidae. S. 428.
11. 1 2 3  Frith: The Bowerbirds - Ptilonorhynchidae. S. 429.
12. 1 2  Frith: The Bowerbirds - Ptilonorhynchidae. S. 430.
13. ↑  Frith: The Bowerbirds - Ptilonorhynchidae. S. 433.
14. ↑  Frith: The Bowerbirds - Ptilonorhynchidae. S. 434.
15. ↑  Frith: The Bowerbirds - Ptilonorhynchidae. S. 405.